# Giuseppe Pecoraro
Giuseppe Pecoraro (Palma Campania, 20 marzo 1950) è un funzionario italiano.

## Biografia
Laureatosi in giurisprudenza, ha ricoperto vari incarichi presso la prefettura di Rovigo, nella segreteria delle forze di Polizia e nel Ministero dell'interno durante i governi Berlusconi e Dini.
Nominato nel 1995, è stato prefetto di Prato, e dal 2000 al 2001 di Benevento. Dal 2001 al 2007 ha prestato servizio presso il Dipartimento della pubblica sicurezza del Ministero dell'interno, prima come capo della segreteria del Capo della Polizia e successivamente come vice capo della Polizia preposto all'attività di coordinamento e di pianificazione. Dal 2007 al 2008 è capo del Dipartimento dei Vigili del Fuoco, del Soccorso Pubblico e della Difesa Civile.
È stato prefetto di Roma dal 30 novembre 2008 al 2 aprile 2015. Durante il suo mandato, dal 2011 al 2012 è stato nominato dal Governo Monti Commissario all'emergenza rifiuti di Roma Capitale. Si dimette dall'incarico nell'impossibilità di trovare accolte le proposte di una dislocazione diversa da Malagrotta per i rifiuti della capitale. A fine 2014 Pecoraro ha annullato la trascrizione dei matrimoni gay che il sindaco di Roma Capitale Ignazio Marino aveva avviato.
È stato procuratore generale della FIGC dal 31 agosto 2016 all'11 dicembre 2019, quando ha rassegnato le dimissioni per motivi personali.
Alle elezioni politiche del 2022 viene candidato alla Camera dei Deputati nel collegio uninominale Campania 1 - 03 (Napoli: Quartiere 7 - San Carlo all'Arena) per la coalizione di centro-destra in quota Fratelli d'Italia, ottenendo il 20,24% e venendo sopravanzato da Dario Carotenuto del Movimento 5 Stelle (45,49%) e da Fabrizio Ferrandelli del centrosinistra (23,94%), non risultando eletto.
Il 26 gennaio 2023 il Presidente del Consiglio Giorgia Meloni lo nomina coordinatore nazionale per la lotta contro l'antisemitismo, succedendo a Milena Santerini.
Il 6 marzo 2025 è nominato Presidente di ANAS S.p.A., Società del Gruppo Ferrovie dello Stato per il triennio 2025-2027. Succede nell'incarico al Gen. Edoardo Valente.